# Faith (canción de George Michael)
«Faith» (en español: «Fe») es una canción compuesta e interpretada por el cantante británico George Michael y publicada por Epic Records del álbum del mismo nombre 1987. De acuerdo a la revista Billboard, fue el sencillo más vendido de ese año. 

## Historia
Después de la separación de Wham! el año anterior, había gran expectación por la carrera de solista de George y "Faith" se convertiría en una de sus más exitosas e imperecederas canciones, siendo al mismo tiempo una de las más simples en su producción. Fue el segundo de seis sencillos publicados del mismo álbum.
"Faith" tiene un poco más de tres minutos de duración, cuyos primeros 37 segundos son una introducción en que solo se oye un órgano de iglesia in crescendo (se tomó como base la canción de Wham!, "Freedom"). Finalmente, una guitarra acústica surge mientras George canta una letra básica, pero muy significativa, acerca de no ser seducido por las tentaciones del amor frívolo que alejan de la búsqueda de un amor más auténtico.

## Sencillo

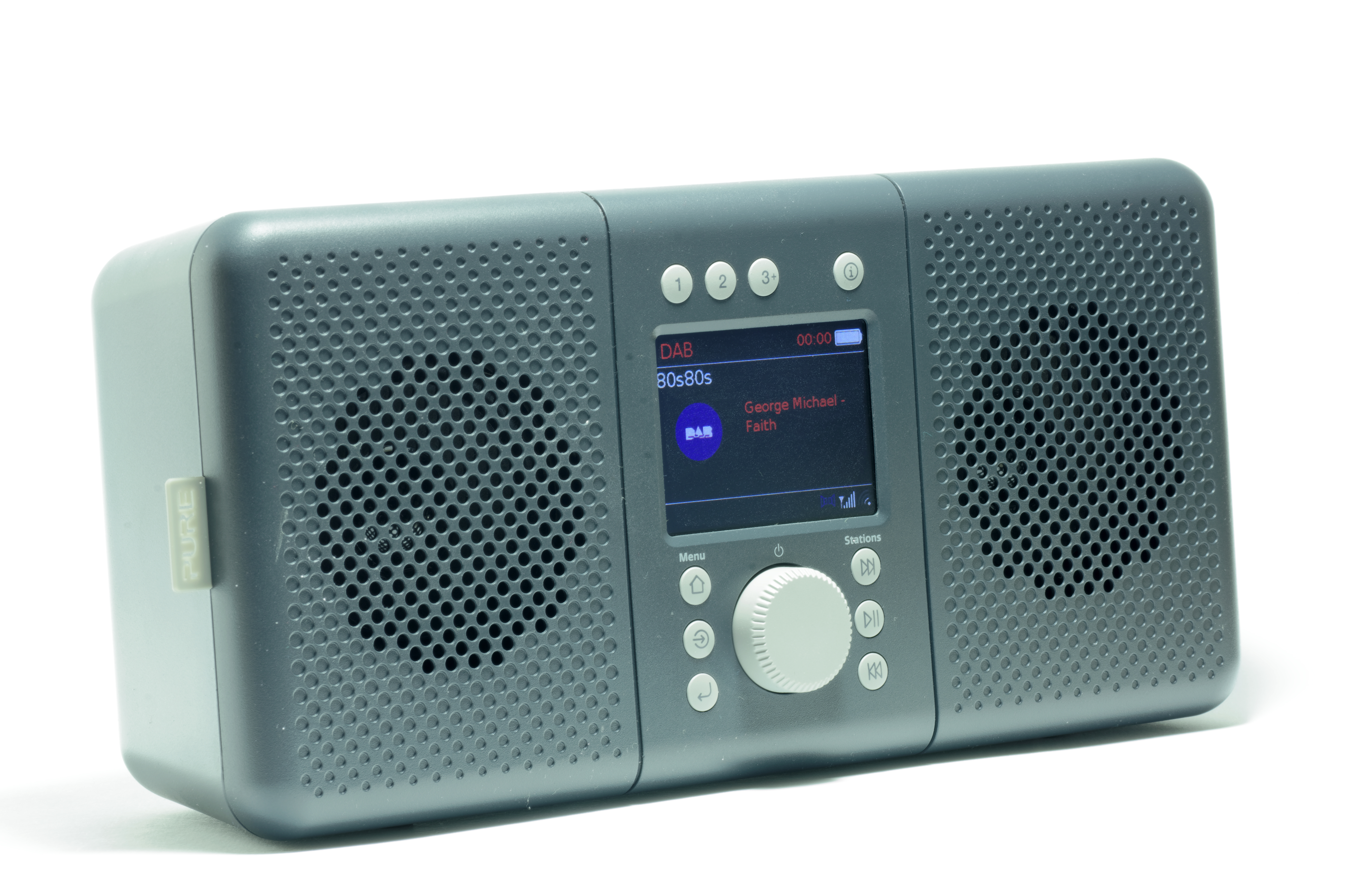
Faith en DAB+

Sencillo de 7" Epic 651119 7 en 1987
1. «Faith» 3:14
2. «Hand To Mouth» 4:36

## Video musical
Un famoso video fue hecho, en el que proveía algunas de las imágenes definitivas de la industria musical de los 80 en el proceso - Michael en gafas de sol, barba incipiente, una chaqueta de cuero y un particularmente memorable par de blue jeans estrechos Levi's y botas de vaquero, tocando una guitarra cerca de una gramola de diseño clásico.
El video musical también incluye partes de otras dos canciones de George Michael. La gramola comienza a tocar "I Want Your Sex", y luego es interrumpida por una versión en órgano de la canción de Wham! "Freedom" antes de iniciarse en la canción.
El video musical de "Freedom 90", lanzado tres años después, utilizó algunos de los elementos utilizados en el video de "Faith", desde la guitarra, jeans, chaqueta hasta la gramola.

## Posición en las listas musicales
| Lista (1987)   | Mejor posición |
| -------------- | -------------- |
| Alemania       | 5              |
| Austria        | 4              |
| Canadá         | 1              |
| Estados Unidos | 1              |
| España         | 3              |
| Francia        | 22             |
| Italia         | 1              |
| Noruega        | 3              |
| Nueva Zelanda  | 1              |
| Reino Unido    | 2              |
| Países Bajos   | 1              |
| Suecia         | 9              |
| Suiza          | 4              |

## En la cultura popular
La canción aparece en la película House of Gucci, en la escena donde Patrizia Reggiani (Lady Gaga) y Maurizio Gucci (Adam Driver), tienen su boda.

## Versión de Limp Bizkit
La canción fue versionada por la banda estadounidense de rap rock Limp Bizkit. Fue incluida en su álbum debut Three Dollar Bill, Y'all$ y fue lanzado como sencillo en 1999. También formó parte de la banda sonora de la película Very Bad Things.
La banda solía interpretar la versión en sus primeras presentaciones en vivo, utilizando esta canción para atraer la atención del público. Sus enérgicas actuaciones en vivo, eran destacadas, en particular, se sintieron atraídos por el guitarrista Wes Borland y por sus vestimentas extrañas en sus presentaciones y por su apariencia.
A pesar del éxito de la canción en los conciertos de Limp Bizkit, el productor Ross Robinson se opuso a la grabación de la versión en el álbum, y trató de convencer a la banda para que no lo incluyeran en el álbum. Sin embargo, en la versión final, la banda junto a Robinson, decidieron incorporarle un sonido más pesado en las guitarras y en batería, así como algunos scratching realizados por DJ Lethal.
En 2001, se incluyó en su álbum de remixes New Old Songs, una nueva versión titulada "Faith/Fame Remix". Además contiene el sample de “Fame” de David Bowie. Fue lanzado como sencillo promocional de este álbum e incluye la participación del rapero Everlast y fue producido por Fred Durst y Josh Abraham.

### Video musical
El video del sencillo, fue dirigido por el mismo Fred Durst y compuesto principalmente por escenas de las apariciones del grupo en el festival musical Family Values realizado en 1998, en el que aparecen varios músicos como Jonathan Davis, Fieldy y Brian "Head" Welch de Korn, Les Claypool de Primus y Aaron Lewis de Staind, entre otros. Obtuvo una alta rotación por parte de MTV y ayudó a catapultar el éxito de la banda.

### Posicionamiento en listas de la versión de Limp Bizkit
| Lista (1999)                            | Mejor posición |
| --------------------------------------- | -------------- |
| Estados Unidos (Mainstream Rock Tracks) | 33             |
| Estados Unidos (Modern Rock Tracks)     | 28             |